# Moscow Moods
Moscow Moods ist ein US-amerikanischer animierter Kurzfilm von Fred Waller aus dem Jahr 1936. Er erschien in der Reihe Memories of Old Russia und erhielt am 23. Januar 1936 einen Copyright-Eintrag.

## Handlung
Yasha Bunchuk und sein Kosakenchor sind in einer Bankethalle im Stil des russischen Kaiserreichs zu sehen. Hier singen sie verschiedene russische Lieder, darunter Otschi Tschornije und Ei, uchnem. Bunchuk selbst spielt zwei Cello-Stücke.

## Auszeichnungen
Moscow Moods wurde 1937 für einen Oscar in der Kategorie „Bester Kurzfilm (eine Filmrolle)“ nominiert, konnte sich jedoch nicht gegen Bored of Education durchsetzen.